# Pjatigorsk

Pjatigorsk is tevens een stedelijk district

Pjatigorsk (Russisch: Пятигорск) is een stad in het zuiden van de Russische kraj Stavropol. Bij de instelling van het Federaal district Noordelijke Kaukasus in 2010 werd de stad aangewezen als bestuurlijk centrum hiervan. De stad ligt op ongeveer 20 kilometer ten zuiden van de stad Mineralnye Vody en 196 kilometer ten zuidoosten van Stavropol. Pjatigorsk is onderdeel van de regio van de Kaukasische Minerale Wateren (Kavkazkieje Mineralnye Vody of KMV), waarin in 2005 naar schatting 670.000 mensen woonden. Andere grote plaatsen rondom Pjatigorsk zijn Jessentoeki, Inozemtsevo, Georgiejevsk en Gorjatsjevodski (aan de stad vastgegroeid). De R-217 loopt door de stad.
De stad werd gesticht als Russische plaats in 1780 en is sinds 1803 een kuuroord met meer dan 40 mineraalwaterbronnen. Momenteel vormt Pjatigorsk het grootste kuuroord van Rusland en naar inwonertal (140.559 in 2002) de op een na grootste stad van de kraj.
Onder jurisdictie van het stadsdistrict van Pjatigorsk vallen verschillende plaatsen, waarvan Gorjatsjevodski (35.500 inwoners) en Svobodny (17.800 inwoners) de grootste zijn.

## Geografie en klimaat
De stad ligt in de Noordelijke Kaukasus op een hoogte van ongeveer 560 meter op de Stavropolse Hoogte, aan de rivier de Podkoemok (zijrivier van de Koema) en aan de zuidelijke en zuidwestelijke uitlopers van de Masjoekberg. De naam van de stad betekent "vijf bergen" en slaat op de vijf pieken van de Besjtaoe (Turks voor "vijf bergen"; 1401 meter), die met (onder andere) de Masjoek, Gorjatsjaja, Zolova Arfa en Post onderdeel vormt van de Kaukasus, die de stad aan noordzijde omringt. Aan de zuidzijde zijn de besneeuwde pieken van de Elbroes zichtbaar. Aan de voet van de bergen Besjtaoe, Masjoek, Zmejka, Razvalka, Zjeleznaja, Ostrov en Medovaja bevindt zich het Besjtaoe-bosland, waar vooral essen, eiken, Carpinus en beuken groeien.
Pjatigorsk ligt in een gebied met een gematigd landklimaat met warme zomers (gemiddelde julitemperatuur: +22°C) en zachte winters (gemiddelde januaritemperatuur: −4°C), die gemiddeld 2 tot 3 maanden duren. De lentes zijn er vroeg en koel, met een sterk oplopende temperatuur naar de zomer toe en een warme droge lange herfstperiode. De relatieve luchtvochtigheid varieert er tussen de 54 en 80%. Gemiddeld zijn er jaarlijks 98 dagen met zon.

## Geschiedenis
Voor de komst van de Russen bevond zich er een plaats genaamd Bisj-dag, die voor het eerst werd beschreven door Ibn Battuta in 1334 met de vermelding dat zich er een heetwaterbron bevond. In het midden van de 16e eeuw werden de eerste beschrijvingen van de plaats gegeven in het Russisch. Tsaar Peter de Grote was de eerste die wetenschappelijke belangstelling toonde voor de mineraalwaterbronnen, maar de informatie die tijdens een expeditie uit zijn tijd werd vergaard, ging later verloren. In 1773 was het de Duits-Baltische wetenschapper Johann Anton Güldenstädt die de aanwezigheid van de Gorjatsjajaberg ("hete berg") vermeldde met zijn scheur, waarin zich een hete zwavelbron bevond.
In 1780 werd in de nabijheid van Pjatigorsk (bij de berg Masjoek) het Russische fort Konstantinogorsk gesticht (ontmanteld in de tweede helft van de 19e eeuw), waaromheen de nederzetting Gorjatsjevodsk ontstond. De Russische adel kreeg belangstelling voor de mineraalwaterbronnen en in 1803 werd per oekaze van tsaar Alexander I a) erkend dat de mineraalwaterbronnen medische waarde hadden en b) een kuuroord gesticht. Kort daarop werd begonnen met de studie naar de medische werking van de bronnen. Op 24 april van dat jaar tekende tsaar Alexander I een decreet waarmee de bronnen tot staatseigendom werden verklaard. In de periode daarop ontstonden vele plaatsen rond de bronnen, waaronder Gorjatsjevodsk, Jessentoeki, Kislovodsk en Zjeleznovodsk. In 1822 werd een speciale bouwcommissie in het leven geroepen onder leiding van de architecten Giuseppe en Giovanni Bernardazzi, die vele huizen realiseerden in de stijl van het Classicisme. De bouwcommissie kreeg het voor die tijd fenomenale bedrag van 550.000 Roebel toegewezen voor de ontwikkeling van de plaats. Het eerste huis van de kuuroordplaats werd gebouwd in 1812 en in 1825 stonden er reeds 65 huizen, waarvan 1 stenen gebouw. Bij de plaats verrees ook een nederzetting voor Kabardijnse soldaten. Tussen 1824 en 1825 werd een weg aangelegd vanaf Georgiejevsk, waardoor de bronnen makkelijker bereikbaar werden vanuit Centraal-Rusland.
Op 14 mei 1830, toen de plaats ongeveer 1500 inwoners telde, werd Gorjatsjevodsk hernoemd tot Pjatigorsk en kreeg per oekaze de status van oejezdstad. Een jaar later werd een stadsuitbreidingsplan opgesteld, waarbij voor elke nieuwe bewoner privileges in het vooruitzicht werden gesteld. In 1837 telde de stad reeds 400 huizen.
De Russische dichter Michail Lermontov bezocht de stad meerdere malen en stierf hier ook op 15 juli 1841 tijdens een duel aan de noordelijke voet van de Masjoek. Er bevindt zich een huismuseum (waar hij de laatste maanden van zijn leven doorbracht) met gedenksteen ter nagedachtenis aan hem in de stad en op de plek waar hij stierf bevindt zich voor hetzelfde doel een obelisk.

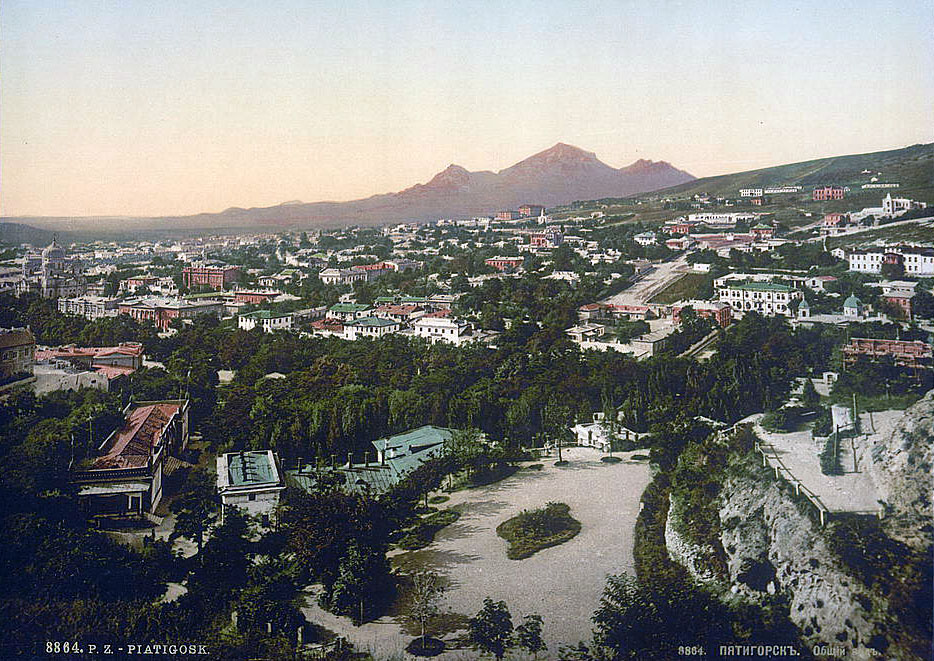
19e-eeuwse postkaart van Pjatigorsk

In 1847 werd het bestuur van het 'Kaukasische minerale water' opgezet. Tussen 1846 en 1848 werd de houten Michajlovsk-galerie gebouwd in neo-Moorse stijl. Deze werd grotendeels verwoest in 1943, tijdens de Tweede Wereldoorlog, maar in 1955 grotendeels in oude stijl hersteld en huisvest nu het kuuroordmuseum.
In 1863 kreeg Pjatigorsk een aansluiting op de telegraaflijn van Stavropol naar Rostov aan de Don en in 1894 een aansluiting op het spoorwegnet. In 1903 kreeg de stad een eigen tramverbinding op een basis van smalspoor, die het centrum verbindt met andere delen van de stad en het station. Momenteel bevindt zich in Rusland alleen nog in Pjatigorsk en Kaliningrad een tram op smalspoor. In 1904 telde de stad reeds 2000 huizen. In 1912 werd een waterleidingnet aangelegd in de stad en in 1914 kreeg de plaats de beschikking over modderbaden, waarvan de gebouwen werden opgetrokken in neoclassicistische stijl. In het begin van de 20e eeuw werd de stad uitgebreid met vele nieuwe badhuizen.
Het kuuroordverleden van de plaats werd in 1920 beloond met de stichting van het eerste balneologisch instituut van Rusland, hetgeen later werd hernoemd tot het Wetenschappelijk onderzoeksinstituut van Pjatigorsk voor 'kuuroordologie' (balneologie) en fysiotherapie.
De stad werd tijdens de Grote Vaderlandse Oorlog ingezet als toevluchtsoord voor gewonden, waarvoor 17 ziekenhuizen werden opgezet. Op 9 augustus 1942 werd Pjatigorsk echter zelf bezet door Nazi-Duitsland, om weer te worden bevrijd op 11 januari 1943 door het 9e en 37e Rode Leger. De oorlogshandelingen richtten echter zware schade aan aan stad en kuuroorden.
Onder de Sovjets werd de stad verder uitgebreid met economische activiteiten rond de kuuroordsector alsook een aantal industrieën.
Na de val van de Sovjet-Unie steeg de stad in tegenstelling tot de meeste Russische steden verder door in bevolking.

## Economie en toerisme
De stad is vooral gericht op de kuuroordsector. Daarnaast bevindt zich er voedselindustrie (vleesfabriek, wijnmakerij, zuivelfabriek, brouwerij en koekfabriek), textielindustrie (kleding, schoenen en tapijten), machinebouw en metaalbewerking en een chemische fabriek. In 1991 telde Pjatigorsk 10 sanatoria, 4 pensions en 5 sanatoria-preventoria.
De stad vormt het startpunt voor veel toeristische tochten. Aan de zuidrand van de Masjoek bevindt zich een doline genaamd Proval, waarin zich op de bodem een meertje bevindt. De Masjoek kan worden beklommen middels een voetpad en een kabelbaan.

## Demografie
| 1830  | 1897   | 1912   | 1923   | 1926   | 1939   | 1959   | 1970   | 1979    | 1989    | 2002    |
| ----- | ------ | ------ | ------ | ------ | ------ | ------ | ------ | ------- | ------- | ------- |
| 1.500 | 18.600 | 32.000 | 49.700 | 53.500 | 63.200 | 70.000 | 93.000 | 105.000 | 129.499 | 140.559 |